# Vuoden synkin juhla
Vuoden synkin juhla  (рус. Самый мрачный праздник в году) — второй альбом финской рок-группы Viikate, записанный на лейбле Ranka Recordings и вышедший в 2001 году. Альбом состоит преимущественно из рождественских гимнов. В записи альбома, помимо участников группы, принимали участие также Йоуни Хюнюнен (Kotiteollisuus) и Тимо Раутиайнен (Timo Rautiainen & Trio Niskalaukaus). Альбом вышел как в виде CD-диска, так и в виде виниловой пластинки.

## Список композиций
1. «Sylvian joululaulu» — 3:25
2. «Talvi se viimein» — 3:44
3. «Aattoiltana» — 3:33
4. «Varpunen jouluaamuna» — 3:27
5. «Viattomien lasten päivä» — 3:24
6. «Lahja» — 4:06
7. «Suojelusenkeli» — 3:05
8. «Häpeän lyhty» — 4:08
9. «Olkoon näin» — 2:40
10. «Vuoden synkin juhla» — 3:17

## В записи участвовали

### Группа
- Каарле Виикате
- Симеони Виикате

### Приглашённые музыканты
- Тимо Раутиайнен (Timo Rautiainen & Trio Niskalaukaus)
- Сеппо Похьолайнен (Timo Rautiainen & Trio Niskalaukaus)
- Йоуни Хюнюнен (Kotiteollisuus)
- Артту Куннасто (Rymäkkä)
- Симо Хелкала (Rymäkkä)